# Haikou
Haikou (en chino simplificado, 海口市; pinyin, Hǎikǒu shì) es la capital de la provincia de Hainan, en la República Popular China. La ciudad está situada en el norte de la isla de Hainan, en el canal de Qiongzhou. Haikou significa "boca del mar". Tiene un población cercana de 2 millones de habitantes (2018) que ocupan un área de 244,55 km². La mayoría de sus habitantes son de etnia han, que conviven con Li, Miao y Hui.

## División administrativa
La ciudad prefectura de Haikou se divide en 4 localidades urbanas y suburbanas administradas como distritos:
| Nombre    | Simplificado | Tradicional | Pinyin                       | Área | Población | Densidad |
| --------- | ------------ | ----------- | ---------------------------- | ---- | --------- | -------- |
| Longhua   | 龙华区       | 龍華區      | Lónghuá Qū / Liaang Huá Khí  | 275  | 593 018   | 2156     |
| Xiuying   | 秀英区       | 秀英區      | Xiùyīng Qū / Tiu Eng Khí     | 512  | 349 544   | 683      |
| Qiongshan | 琼山区       | 瓊山區      | Qióngshān Qū / Kheng Tua Khí | 940  | 479 960   | 511      |
| Meilan    | 美兰区       | 美蘭區      | Měilán Qū / Mui Lam Khí      | 553  | 623 667   | 1128     |

## Historia

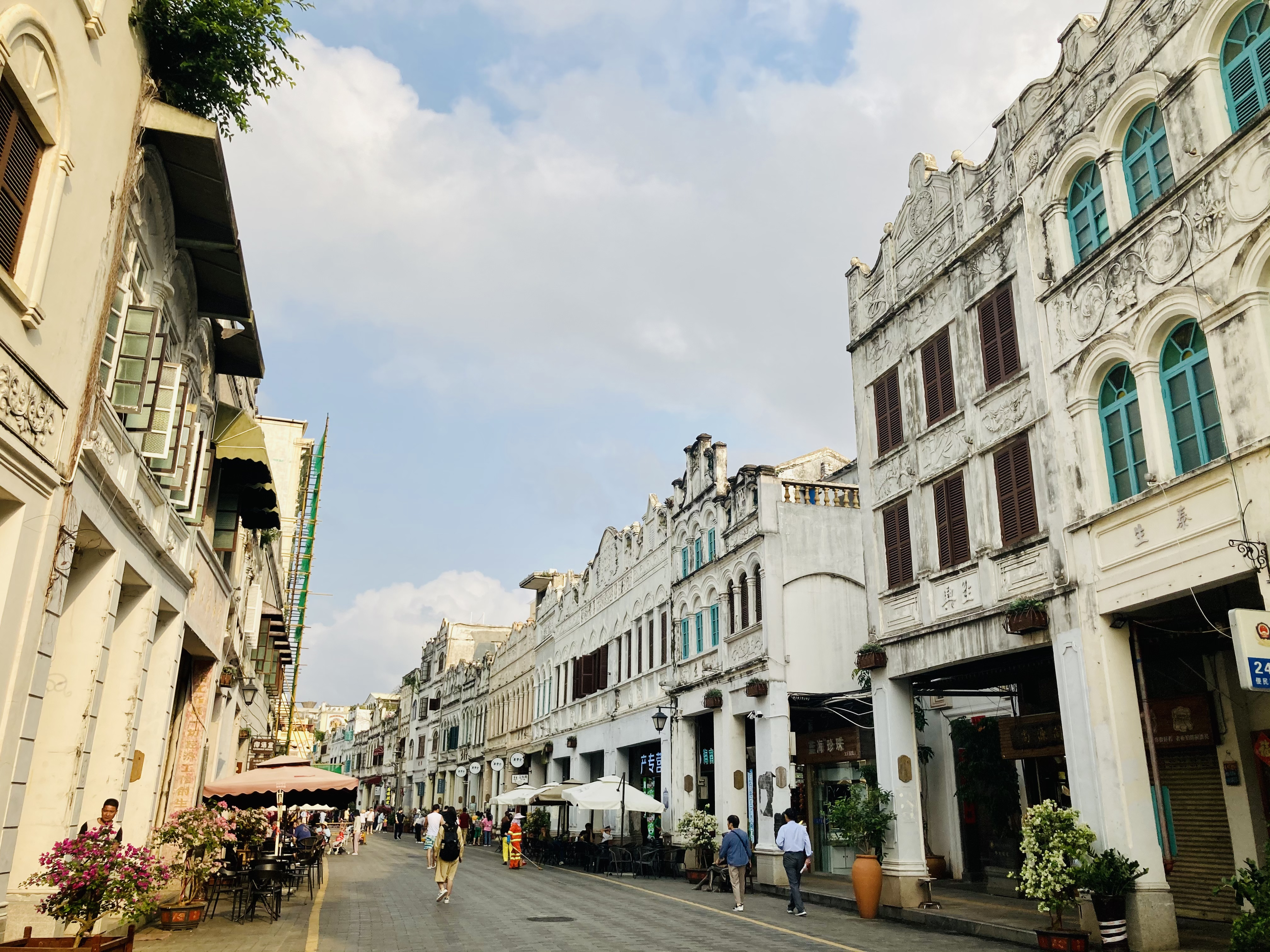
Ciudad vieja de Haikou, 2021

Haikou es la capital de la provincia de Hainan en China, y su historia se remonta a varios siglos atrás. Originalmente, Haikou era un pequeño pueblo pesquero situado en la costa norte de la isla de Hainan. Su nombre, que significa “boca del mar”, refleja su ubicación estratégica como puerto marítimo.
Durante la dinastía Tang (618-907), Haikou se convirtió en un importante centro comercial y de transporte debido a su cercanía con el mar de China Meridional, lo que facilitó el comercio entre el continente y las islas del sudeste asiático. En la dinastía Song (960-1279), la ciudad experimentó un crecimiento significativo debido a la expansión del comercio marítimo.
A lo largo de las dinastías Yuan (1271-1368) y Ming (1368-1644), Haikou continuó desarrollándose como un puerto clave en la región, siendo esencial en las rutas comerciales entre China y el extranjero. Durante la dinastía Qing (1644-1912), la ciudad se consolidó como una importante base para la administración de la isla de Hainan.
En el siglo XX, después de la Revolución Comunista China, Haikou se transformó en un importante centro administrativo y económico de la isla, especialmente después de que Hainan se convirtiera en una provincia independiente en 1988. La ciudad ha experimentado un rápido desarrollo en las últimas décadas, con inversiones en infraestructura y turismo, gracias a su ubicación privilegiada y su clima tropical.
Hoy en día, Haikou es conocida no solo por su historia como puerto, sino también como un centro turístico, comercial y de transporte clave para la provincia de Hainan. Su desarrollo como un destino turístico ha sido impulsado por sus hermosas playas, su rica cultura y su cercanía a varias atracciones naturales.

## Transporte
Las opciones de transporte en la ciudad son masivas ya que cuenta por todos los medios.
Aire:
-La ciudad tiene su propio aeropuerto llamado Aeropuerto Internacional de Haikou Meilan.
Tierra:
-También cuenta con rutas de buses que trasporta a la gente alrededor y fuera de la ciudad y autopistas.
-La ciudad tiene tren de alta velocidad.
-Haikou cuenta con ciclo-rutas y tiene estaciones que alquilan bicicletas para el transporte dentro de la ciudad.
Mar:
-Haikou tiene dos puertos marítimos de pasajeros y carga, se encuentra en el lado sur de la desembocadura del río Nandu.

## Geografía
La ciudad Haikou está rodeada de vegetación exótica y en sus calles se pueden apreciar aún algunos edificios del periodo colonial. Es un destacado centro de verano para el turismo local. Tiene industrias electrónicas, textiles y de artículos de iluminación. Entre los productos agrícolas producidos en Haikou destacan el arroz, la caña de azúcar, los cacahuetes y bananas. La ciudad es rica en recursos acuáticos.

## Clima
El clima de la ciudad es subtropical monzónico. La temperatura media en enero es de 17,2 °C mientras que en julio la media de temperatura es de 28,4 °C. Las precipitaciones medias anuales son de 1300 mm.
| Parámetros climáticos promedio de Haikou (1971-2000) | Parámetros climáticos promedio de Haikou (1971-2000) | Parámetros climáticos promedio de Haikou (1971-2000) | Parámetros climáticos promedio de Haikou (1971-2000) | Parámetros climáticos promedio de Haikou (1971-2000) | Parámetros climáticos promedio de Haikou (1971-2000) | Parámetros climáticos promedio de Haikou (1971-2000) | Parámetros climáticos promedio de Haikou (1971-2000) | Parámetros climáticos promedio de Haikou (1971-2000) | Parámetros climáticos promedio de Haikou (1971-2000) | Parámetros climáticos promedio de Haikou (1971-2000) | Parámetros climáticos promedio de Haikou (1971-2000) | Parámetros climáticos promedio de Haikou (1971-2000) | Parámetros climáticos promedio de Haikou (1971-2000) |
| Mes                                                  | Ene.                                                 | Feb.                                                 | Mar.                                                 | Abr.                                                 | May.                                                 | Jun.                                                 | Jul.                                                 | Ago.                                                 | Sep.                                                 | Oct.                                                 | Nov.                                                 | Dic.                                                 | Anual                                                |
| ---------------------------------------------------- | ---------------------------------------------------- | ---------------------------------------------------- | ---------------------------------------------------- | ---------------------------------------------------- | ---------------------------------------------------- | ---------------------------------------------------- | ---------------------------------------------------- | ---------------------------------------------------- | ---------------------------------------------------- | ---------------------------------------------------- | ---------------------------------------------------- | ---------------------------------------------------- | ---------------------------------------------------- |
| Temp. máx. media (°C)                                | 21.0                                                 | 22.3                                                 | 26.0                                                 | 29.7                                                 | 31.9                                                 | 32.9                                                 | 33.1                                                 | 32.3                                                 | 30.7                                                 | 28.4                                                 | 25.1                                                 | 22.0                                                 | 28.0                                                 |
| Temp. media (°C)                                     | 17.7                                                 | 18.7                                                 | 21.8                                                 | 25.2                                                 | 27.4                                                 | 28.5                                                 | 28.6                                                 | 28.1                                                 | 27.2                                                 | 25.3                                                 | 22.3                                                 | 19.0                                                 | 24.2                                                 |
| Temp. mín. media (°C)                                | 15.4                                                 | 16.4                                                 | 19.1                                                 | 22.4                                                 | 24.5                                                 | 25.5                                                 | 25.5                                                 | 25.3                                                 | 24.6                                                 | 22.9                                                 | 19.9                                                 | 16.7                                                 | 21.5                                                 |
| Lluvias (mm)                                         | 19.5                                                 | 35.0                                                 | 50.6                                                 | 100.2                                                | 181.4                                                | 227.0                                                | 218.1                                                | 235.6                                                | 244.1                                                | 224.4                                                | 81.3                                                 | 34.9                                                 | 1652.1                                               |
| Días de lluvias (≥ 0.1 mm)                           | 8.4                                                  | 10.6                                                 | 10.1                                                 | 11.5                                                 | 16.5                                                 | 16.0                                                 | 15.0                                                 | 14.9                                                 | 14.3                                                 | 12.5                                                 | 7.9                                                  | 7.3                                                  | 145.0                                                |
| Horas de sol                                         | 109.1                                                | 98.7                                                 | 137.3                                                | 167.9                                                | 218.1                                                | 222.8                                                | 251.3                                                | 217.7                                                | 193.8                                                | 176.7                                                | 144.8                                                | 131.3                                                | 2069.5                                               |
| Humedad relativa (%)                                 | 86                                                   | 88                                                   | 86                                                   | 85                                                   | 84                                                   | 83                                                   | 82                                                   | 85                                                   | 85                                                   | 83                                                   | 80                                                   | 81                                                   | 84.0                                                 |
| Fuente: Administración Meteorológica China           |                                                      |                                                      |                                                      |                                                      |                                                      |                                                      |                                                      |                                                      |                                                      |                                                      |                                                      |                                                      |                                                      |